# Jacqueline Durran
Jacqueline Durran est une costumière britannique.

## Biographie
Elle est diplômée du Royal College of Art et puis est embauchée dans une maison de costumes à Londres. Entre-temps, elle vend des vêtements vintage dans les marchés de Camden et Portobello Road. Par la suite, elle fait connaissance de la styliste Lindy Hemming, laquelle elle assiste pendant cinq années dans plusieurs films comme Le monde ne suffit pas (1999) et Lara Croft: Tomb Raider (2001).
Recommandée par Hemming, elle décroche son premier poste en tant que costumière en chef pour le film All or Nothing (2001), de Mike Leigh.
En 2006, elle reçoit sa première nomination aux Oscars pour les costumes du film Orgueil et Préjugés de Joe Wright. Sa première statuette dorée arrive en 2013, pour son travail dans Anna Karénine.

## Filmographie (sélection)

### Cinéma
- 1999 : Le monde ne suffit pas (The World is not Enough) de Michael Apted
- 1999 : Eyes Wide Shut de Stanley Kubrick
- 2001 : Lara Croft: Tomb Raider de Simon West
- 2002 : Star Wars, épisode II : L'Attaque des clones (Star Wars: Episode II – Attack of the Clones) de George Lucas
- 2004 : Vera Drake de Mike Leigh
- 2005 : Orgueil et Préjugés (Pride & Prejudice) de Joe Wright
- 2007 : Reviens-moi (Atonement) de Joe Wright
- 2010 : Another Year de Mike Leigh
- 2010 : Nanny McPhee et le Big Bang (Nanny McPhee and the Big Bang) de Susanna White
- 2011 : Hanna de Joe Wright
- 2011 : La Taupe (Tinker Tailor Soldier Spy) de Tomas Alfredson
- 2012 : Anna Karénine (Anna Karenina) de Joe Wright
- 2013 : The Double de Richard Ayoade
- 2014 : Mr. Turner de Mike Leigh
- 2015 : Pan de Joe Wright
- 2015 : Macbeth de Justin Kurzel
- 2017 : La Belle et la Bête de Bill Condon
- 2017 : Les Heures sombres (Darkest Hour) de Joe Wright
- 2019 : 1917 de Sam Mendes
- 2019 : Les Filles du docteur March de Greta Gerwig
- 2021 : Spencer de Pablo Larraín
- 2022 : The Batman de Matt Reeves
- 2023 : Barbie de Greta Gerwig

### Télévision
- 2016 : Black Mirror (épisode Nosedive)
- 2020 :	Talking Heads (épisode An Ordinary Woman)
- 2020 : Small Axe (épisodes Lovers Rock et Alex Wheatle)

## Distinctions

### Récompenses
- BAFTA 2005 : British Academy Film Award des meilleurs costumes pour Vera Drake
- Oscars 2013 : Oscar de la meilleure création de costumes pour Anna Karénine
- BAFTA 2013 : British Academy Film Award des meilleurs costumes pour Anna Karénine
- BAFTA 2020 : British Academy Film Award des meilleurs costumes pour Les Filles du docteur March
- Oscars 2020 : Oscar de la meilleure création de costumes pour Les Filles du docteur March

### Nominations
- Oscar de la meilleure création de costumes
  - en 2006 pour Orgueil et Préjugés
  - en 2008 pour Reviens-moi
  - en 2015 pour Mr. Turner
  - en 2018 pour La Belle et la Bête
  - en 2018 pour Les Heures sombres
  - en 2022 pour Cyrano
  - en 2024 pour Barbie

- British Academy Film Award des meilleurs costumes
  - en 2006 pour Orgueil et Préjugés
  - en 2008 pour Reviens-moi
  - en 2012 pour La Taupe
  - en 2015 pour Mr. Turner